# Спомен-биста Џавахарлал Нехру у Београду
Спомен-биста Џавахарлал Нехру у Београду налази се у блоку 44 у Новом Београду, у улици која носи његово име. Биста индијског председника Нехруа (1889-1964) откривена је 16. октобра 1990.

## Џавахарлал Нехру
Џавахарлал Нехру је, после Гандија, био најзначајнији борац за ослобођење Индије од колонијализма. После школовања у Енглеској, вратио се у Индију, упознао Гандија и активно учествовао у ослободилачком покрету. У затвору британских власти провео је укупно 13 година. Када су Британци 1946. отпочели припреме за повлачење из Индије, позван је да оформи прелазну владу. Од 1950. године, када је Индија постала република, био је председник владе све до своје смрти. Са Титом и Насером основао је Покрет несврстаних.
2005. године бронзана биста је украдена, али је убрзо потом пронађена и враћена.